# Онищенко Володимир Олександрович
Онищенко Володимир Олександрович (25 березня 1969, м. Луганськ, Луганська область) — колишній ректор Національного університету "Полтавська політехніка імені Юрія Кондратюка", доктор економічних наук, професор, Заслужений працівник освіти України (2009), лауреат Державної премії України в галузі науки і техніки (2012).

## Біографія
Володимир Олександрович Онищенко народився в Луганську, де у той час головним конструктором Українського науково-дослідного інституту гідравлічного видобутку вугілля м. Ворошиловград (нині — м. Луганськ) працював його батько — Олександр Григорович Онищенко, український науковець, заслужений працівник вищої школи УРСР, доктор технічних наук, професор, ректор ПолтНТУ імені Юрія Кондратюка (1982—2003 рр.).
У 1970 році родина переїхала до Хмельницького, а у 1974 році остаточно переїхала до Полтави.
У 1986 році закінчив Полтавську загальноосвітню школу № 4. Протягом 1987—1989 рр. проходив військову службу в армії. Наразі має військове звання підполковник запасу.
Одружений, має двох доньок.
Захоплюється футболом, настільним тенісом, велоспортом, більярдом. Кандидат в майстри спорту з настільного тенісу.

### Освіта
Має три вищі освіти: 1993 р. — закінчив Полтавський інженерно-будівельний інститут (нині — Національний університет «Полтавська політехніка імені Юрія Кондратюка») (диплом з відзнакою за спеціальністю «Теплогазопостачання, вентиляція і охорона повітряного басейну»); 1995 р. — закінчив Полтавський державний технічний університет за спеціальністю «Бухгалтерський облік, контроль, аналіз у промисловості та будівництві», 1997 р. — Київський інститут банкірів за спеціальністю «Міжнародна економіка».
Перший науковий ступінь — кандидат технічних наук здобув у 1996 р. за спеціальністю 05.05.02 «Машини і агрегати для виробництва будівельних матеріалів, конструкцій і виробів». У 1997 році йому присвоєне вчене звання доцента кафедри економіки підприємства ПДТУ.
Протягом 1999—2002 рр. продовжив навчання у докторантурі Інституту економіко-правових досліджень Національної академії наук України. Докторську дисертацію на тему «Основи формування інвестиційної політики регіону» за спеціальністю 08.10.01 «Розміщення продуктивних сил та регіональна економіка» Володимир Онищенко успішно захистив у 2002 р. Того ж року йому присвоєне вчене звання професора кафедри фінансів та банківської справи ПолтНТУ імені Юрія Кондратюка.

## Професійна діяльність
Трудовий шлях почав ще під час навчання: з 1989 р. по 1993 р. за сумісництвом працював лаборантом науково-дослідного сектору ПІБІ. Протягом 1993—1996 рр. — асистентом, аспірантом кафедри будівельних машин ПІБІ.
Розширюючи коло професійного і наукового інтересу, перейшов на роботу у фінансову сферу. У рамках партнерського обміну з німецькими містами-побратимами Полтави пройшов кількамісячне стажування у банківській установі Kreissparkasse in Ostfieldern-Ruit (1995).
З 1995 року по 2001 рік очолював відділ Полтавської дирекції АК банку «Україна». Паралельно з цим, за сумісництвом працював (1998—2001 рр.) доцентом кафедри економіки підприємства ПДТУ. З 2001 по 2014 рр. працював завідувачем кафедри фінансів та банківської справи ПолтНТУ.
За сумісництвом також працював деканом центру післядипломної освіти ПолтНТУ (2001—2002), проректором з міжнародних зв'язків і співробітництва ПолтНТУ (2002—2003).
У 2003 році Володимир Олександрович Онищенко був обраний ректором ПолтНТУ. За нього віддали голоси 89 % виборців. На цій посаді він змінив Олександра Григоровича Онищенка, який обіймав посаду ректора ПолтНТУ протягом 22 років. У 2010 році його повторно переобрали з результатом 100 % голосів. Втретє переобраний за новим принципом обрання ректорів у 2017 році з результатом майже 97 % голосів.

### Науково-методична робота
Доктор економічних наук, професор Володимир Онищенко є автором більше 250 наукових праць, у тому числі 24-х монографій, 21 підручника та навчального посібника. Він запропонував нові на свій час підходи до формування науково-методичних основ розміщення інвестицій у регіонах України. Практичне значення наукових розробок полягає у тому, що розроблені теоретичні положення було доведено до рівня конкретних практичних пропозицій і рекомендацій.
Головною рисою наукової та педагогічної діяльності Володимира Олександровича завжди була і є підтримка молодих науковців, аспірантів та докторантів.
З його ініціативи на базі ПолтНТУ імені Юрія Кондратюка була відкрита і більше 15 років ефективно працює спеціалізована вчена рада Д 44.052.03 із захисту кандидатських і докторських дисертацій. Вищеназвана спеціалізована вчена рада під головуванням ректора, д.е.н., професора Володимира Онищенка діє за такими спеціальностями: 08.00.03 «Економіка та управління національним господарством», 08.00.04 «Економіка та управління підприємствами (за видами діяльності)», 08.00.05 «Розвиток продуктивних сил і регіональна економіка». За час роботи спецради більше сотні науковців з усієї України за різними спеціальностями захистили докторські та кандидатські дисертації.
У різні періоди професор Володимир Онищенко був членом спеціалізованих вчених рад із захисту дисертацій Харківської національної академії комунального господарства імені О. М. Бекетова та Івано-Франківського національного технічного університету нафти та газу.
З 2006 по 2009 рр. був заступником голови експертної ради з економіки ДАК України, 2010—2011 рр. — заступник голови експертної ради з економічної безпеки ВАК України. У 2010—2014 рр. очолював експертну раду з економіки ДАК України. Водночас, з 2006 року по 2012 рік був заступником голови громадської Полтавської регіональної експертної комісії Державної акредитаційної комісії у Полтавській області.
З 2006 року є членом президії Північно-Східного наукового центру Національної академії наук України та Міністерства освіти і науки України, головою Полтавської філії Північно-Східного наукового центру НАН і МОН України.
За дорученням відповідних державних органів брав участь у роботі президії науково-методичної комісії МОН України з менеджменту й адміністрування, науково-методичної комісії МОН України з економіки та підприємництва (підкомісія «Фінанси і банківська справа»), науково-експертної ради при Державній інспекції навчальних закладів України (заступник голови ради, голова секції вищої освіти), конкурсної комісії з відбору на навчання студентів і аспірантів та стажування наукових і науково-педагогічних працівників у провідних вищих навчальних закладах та наукових установах за кордоном, робочої групи з доопрацювання критеріїв оцінювання результатів діяльності вищих, професійно-технічних, загальноосвітніх навчальних закладів (наказ МОН України від 27 вересня 2012 року № 1054).
Головний редактор наукового фахового журналу «Економіка і регіон», член редакційної колегії фахового наукометричного журналу «Схід».
Активно популяризує поглиблене вивчення точних наук та науково-дослідницьку роботу серед учнівської молоді. У 2013 році був обраний Президентом позашкільного навчального закладу Полтавської обласної ради «Полтавська обласна Мала академія наук учнівської молоді».

### Наукова школа
Професор Володимир Онищенко заснував наукову школу, провідними напрямами діяльності якої є:
- фінансова політика сталого розвитку регіону;
- організаційно-економічний механізм формування та реалізації стратегії розвитку регіону;
- регіональні аспекти інноваційного розвитку;
- соціально-економічні проблеми розвитку регіону;
- розвиток регіональних зовнішньоекономічних зв'язків;
- екологічна небезпека регіону;
- інноваційно-спрямований розвиток підприємств;
- фінансово-кредитні ресурси інноваційного розвитку регіону;
- місцевий та регіональний розвиток в Україні.

Наукові дослідження школи спрямовані на комплексну теоретичну розробку та обґрунтування основних фінансово-економічних пріоритетів регіональної політики формування інноваційної моделі розвитку, підвищення ролі фінансового ринку в побудові інноваційно-інвестиційної моделі регіонального господарського комплексу. Зокрема:
- установлення пріоритетних напрямів регіональної політики соціально-економічного розвитку;
- визначення механізму та методів формування фінансово-інноваційної моделі розвитку регіонального господарського комплексу;
- систематизація показників формування фінансово-інноваційної моделі з урахуванням регіональних особливостей функціонування господарського комплексу;
- формування методичних основ щодо ролі суб'єктів фінансового ринку в інноваційному процесі регіонального розвитку;
- розробка й апробація методики оцінювання інвестиційної привабливості підприємств регіону;
- визначення фінансових інструментів інвестування й обґрунтування методів їх залучення в інноваційну діяльність підприємств реального сектору економіки;
- побудова функціональної моделі поєднання фінансового і промислового капіталів у системі формування фінансово-інноваційної стратегії розвитку регіону.

За період існування школи під науковим керівництвом професора Володимира Онищенка підготовлено та захищено 6 докторських і 27 кандидатських дисертацій, більше десятка його учнів стали лауреатами премій Президента України для молодих вчених.

## Громадсько-політична активність
Член громадської організації «Спілка ректорів вищих і навчальних закладів України». У 2003 році обраний головою Ради ректорів закладів вищої освіти III—IV рівнів акредитації Полтавського регіону.
Тричі обирався депутатом Полтавської обласної ради (четвертого, п'ятого та шостого скликань). Спершу у 2004 році по Гадяцькому районному виборчому округу № 7, у 2006 і 2010 рр. — по одномандатному виборчому округу м. Миргород. Працював у постійній комісії обласної ради з питань освіти, науки, культури, молодіжної політики, спорту та туризму (2004—2010 рр), заступником голови постійної комісії обласної ради з питань молодіжної політики, спорту та туризму.
Брав участь у роботі ради гуманітарного розвитку Полтавської обласної державної адміністрації, колегій управління містобудування та архітектури Полтавської ОДА, Головного управління економіки Полтавської ОДА, Департаменту освіти і науки Полтавської ОДА, Головного управління Міндоходів у Полтавській області.
Використовуючи свій науково-практичний підхід, працював і в регіональній комісії з оцінки та забезпечення проведення конкурсного відбору інвестиційних програм (проектів), що можуть реалізовуватися за рахунок коштів Фонду регіонального розвитку.
2006—2013 — член громадської колегії при УМВС України у Полтавській області з питань правопорядку та моралі, 2013—2014 — член громадської ради при УМВС у Полтавській області.
У 2005 році обраний членом (академіком) Української нафтогазової академії.
Голова Полтавського територіального відділення ВГО «Академія будівництва України».
Член Всеукраїнської громадської організації «Спілка буровиків України».
Всіляко популяризує здоровий спосіб життя та рухову активність, втілює проекти, що роблять доступною якісну спортивну інфраструктуру для молоді. Це стало однією з підстав для призначення його керівником відокремленого підрозділу Всеукраїнської громадської організації «Спортивна студентська спілка України» у Полтавській області, а також керівником Полтавського відділення ВГО «Спортивна спілка учнівської молоді України».

## Нагороди та звання
- 2003 рік — Почесна грамота МОН України
- 2003 рік — подяка голови Полтавської обласної державної адміністрації
- 2003 рік — подяка голови Полтавської обласної ради
- 2003 рік — Почесна грамота Полтавської обласної ради
- 2003 рік — Почесна грамота Полтавської обласної державної адміністрації
- 2004 рік — Почесна грамота Октябрської районної ради у м. Полтава
- 2004 рік — Почесна грамота Полтавської обласної ради
- 2004 рік — Почесна грамота Полтавської обласної державної адміністрації
- 2004 рік — Почесна грамота МОН України
- 2005 рік — Почесна грамота Полтавського обкому профспілки працівників освіти і науки України
- 2006 рік — грамота управління у справах сім'ї, молоді та спорту Полтавської обласної державної адміністрації
- 2005 рік — нагрудний знак «За наукові досягнення»
- 2006 рік — Почесне звання «Заслужений працівник освіти України»
- 2007 рік — подяка МОН України і Академії педагогічних наук України
- 2007 рік — подяка МОН України
- 2007 рік — нагрудний знак «Петро Могила» за вагомий внесок у розвиток національної освіти і науки України.
- 2007 рік — грамота Верховної Ради України
- 2008 рік — почесна грамота МОН України і Академії педагогічних наук України
- 2009 рік — нагрудний знак «Відмінник освіти»
- 2009 рік — подяка Дніпропетровського регіонального центру оцінювання якості знань
- 2009 рік — відзнака МВС України «За сприяння органам внутрішніх справ України»
- 2012 рік — лауреат Державної премії України в галузі науки і техніки
- 2020 рік — Орден «За заслуги» ІІІ ступеня — за значний особистий внесок у державне будівництво, соціально-економічний, науково-технічний, культурно-освітній розвиток України, вагомі трудові здобутки та високий професіоналізм[1]